# Francisco de Enzinas

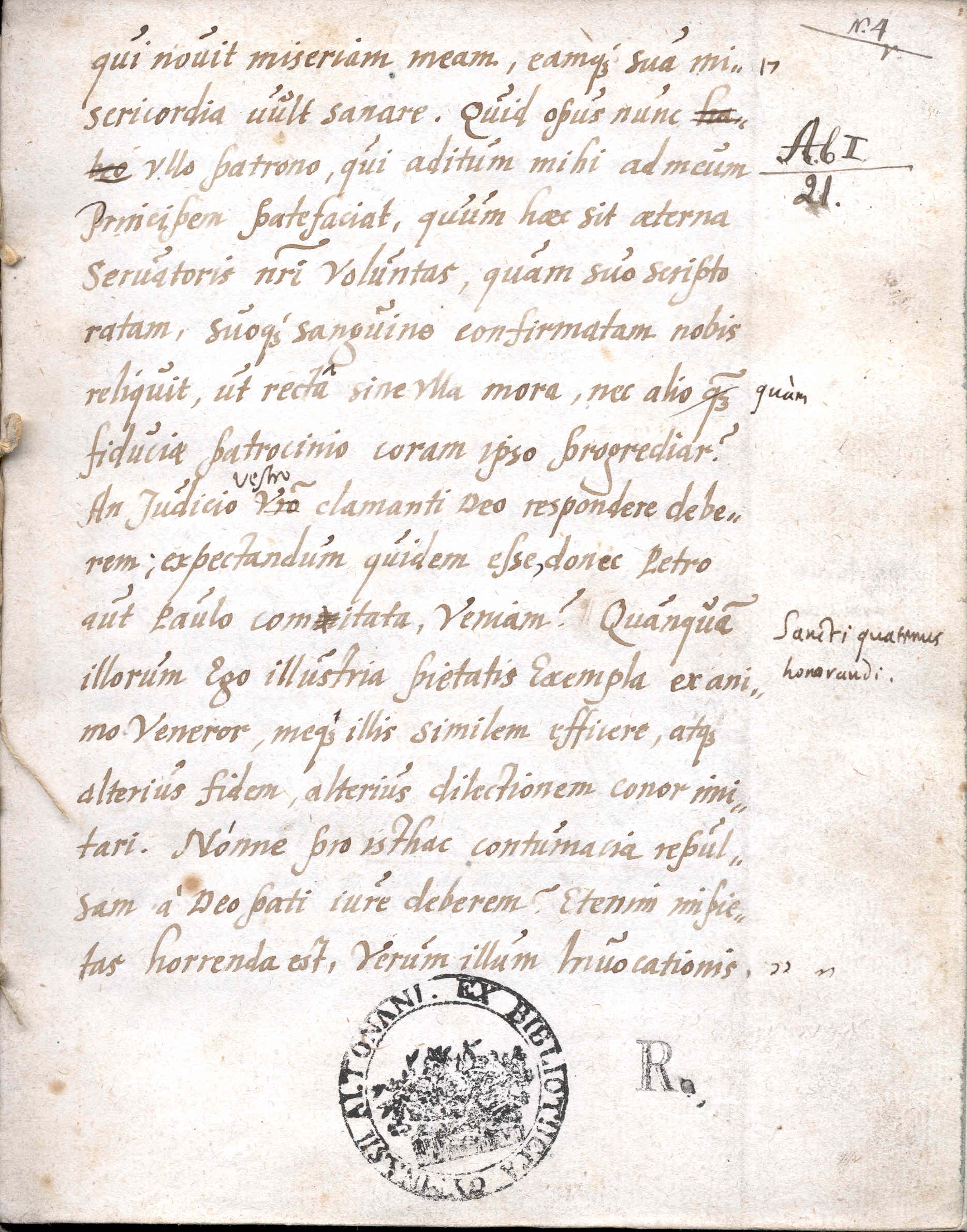
Rękopis Francisco de Enzinas, (1545) (N.4r; s. 17)

Francisco de Enzinas (ur. 1 listopada 1518 w Burgos, zm. 30 grudnia 1552 w Strasburgu) – hiszpański teolog protestancki i tłumacz.
Współpracował z Filipem Melanchtonem. W jego domu przetłumaczył z greki na język hiszpański Nowy Testament, który wydał w 1543. Kontaktował się z wieloma przedstawicielami protestantyzmu.
W 1548 arcybiskup Thomas Cranmer zaoferował mu katedrę języka greckiego na uniwersytecie w Cambridge. Po roku Enzinas wrócił do Niemiec. Zmarł w czasie zarazy.

## Prace
- El Nuevo Testamento De nuestro Redemptor y Salvador Iesu Christo. Traduzido de Griega en lengua Castellana, por Francisco de Enzinas, dedicado a la Cesarea Magestad. Antwerpia: Mierdmann (1543)
- Historia de statu Belgico et religione Hispanica. Wittenberga (1545)
- Historia vera de morte sancti viri Ioannis Diazii Hispani, quem eius frater germanus Alphonsius Diazius, exemplum sequutus primi parricidae Cain, velut alterum Abelem, refariem interfecit. Per Claudium Senarclaeum (i.e.: F. de Enzinas). Bazylea: Oporinus (1546)
- Acta Consilii Tridenti Anno M.D.XLVI celebrati. Bazylea: Oporinus (1546)